# Касаткин, Валентин Петрович
Валенти́н Петро́вич Каса́ткин (род. 1930) — советский дипломат, Чрезвычайный и полномочный посол.

## Биография
- В 1955—1960 годах — сотрудник центрального аппарата МИД СССР.
- В 1960—1964 годах — сотрудник секретариата Европейского отделения ООН в Женеве.
- В 1964—1973 годах — сотрудник центрального аппарата МИД СССР.
- В 1973—1975 годах — советник посольства СССР в Уганде.
- В 1975—1978 годах — советник посольства СССР в Кении.
- В 1978—1984 годах — на ответственной работе в центральном аппарате МИД СССР.
- С 17 октября 1984 по 22 октября 1987 года — чрезвычайный и полномочный посол СССР в Таиланде и постоянный представитель СССР при ЭСКАТО по совместительству[1].
- С 22 октября 1987 по 1990 год— чрезвычайный и полномочный посол СССР в Португалии[2].